# Evergestis triangulalis
Evergestis triangulalis là một loài bướm đêm trong họ Crambidae.